# Château de Coppet
Pour les articles homonymes, voir Coppet (homonymie).
Le château de Coppet est un château vaudois situé sur le territoire de la commune de Coppet, en Suisse.

## Histoire

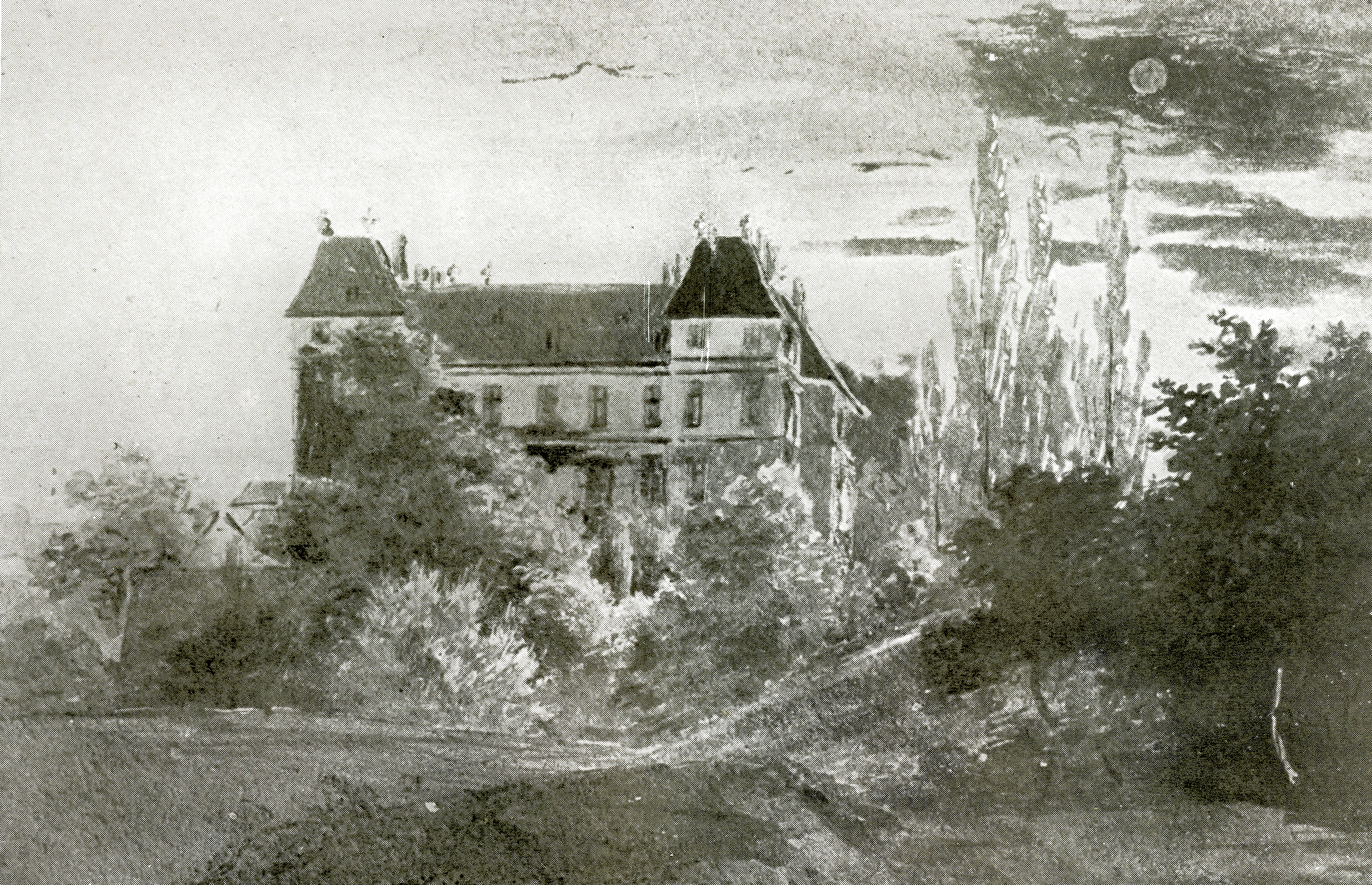
Le château de Coppet au clair de lune. Aquarelle ayant appartenu à Mme Juliette Récamier, amie de Mme de Staël.

Ville et château ont été fondés vers 1280 par Humbert IV de Thoire et Villars et sont attestés en 1284 sous les termes de « maison forte » et « bâtie », tandis qu'en 1299 on en trouve la première mention explicite « in burgo castri nostri de copet » (soit « dans le bourg de notre château de Coppet ».
La succession des Thoire et Villars se révélant assez difficile, on assiste à de multiples changements de propriétaires entre 1364 et 1427. Avec Amédée de Viry, qui acquiert la seigneurie en 1484, Coppet retrouve une certaine stabilité.
Le château, pris une dernière fois d'assaut en 1536 lors de la conquête du pays de Vaud par les Bernois, reste toutefois aux mains de la famille de Viry, puis passe à Jean-Aimé de Beaufort, en 1543, et à Michel de Gruyère, en 1550. Après la faillite de ce dernier, la baronnie de Coppet est saisie au profit de divers créanciers de Mulhouse et de Bâle.
En 1569, l'ensemble est acquis par Claude-Antoine de Vienne, seigneur de Clervant, qui toutefois ne peut réunir la totalité du prix. C'est finalement François de Bonne de Lesdiguières, en 1601, qui en sera le nouvel acquéreur. Il marquera le château de son empreinte.
En 1621, par échange, le domaine passe à Daniel de Bellujon (1594 ?-1630), qui fut conseiller d'Henri IV et gouverneur de Villemur en Languedoc.
En 1657, c'est Frédéric de Dohna, issu d'une importante famille de la noblesse allemande, qui acquiert le château. Il est gouverneur de la principauté d'Orange, poste avancé de la liberté religieuse aux portes du royaume de France. Il doit cependant abandonner ce territoire réformé, en 1660, à Louis XIV après des années de résistance acharnée et se réfugie dans sa baronnie de Coppet, récemment acquise avec la seigneurie voisine de Prangins. Il poursuit néanmoins ses voyages au service de la Maison d'Orange-Nassau.
De tous ses héritiers, seul son fils, Alexander zu Dohna-Schlobitten, a les moyens de reprendre la baronnie de Coppet ayant eu la chance d'entrer au service de l'électeur Frédéric de Bandebourg qui deviendra le roi Frédéric Ier de Prusse en 1701. Alexandre s'occupe de Coppet surtout entre 1697 et 1704. Passé cette date, il se voue essentiellement à ses fonctions en Prusse orientale, travaillant au repeuplement de cette contrée ravagée par la peste et organisant l'implantation de nombreuses colonies huguenotes. Son château de Schlobitten (Słobity) lui sert alors de demeure principale.
Alexander zu Dohna cherche à vendre la baronnie dès 1708, mais ne trouve un acquéreur qu'en 1713 en la personne de Sigismond d'Erlach, maréchal et colonel des Cent-suisses au service du roi de Prusse.
Deux ans plus tard, en 1715, Sigismond d'Erlach s'en défait au profit de Jean-Jacques Hogguer, frère d'Antoine Hogguer, d'une famille de marchands saint-gallois devenus banquiers à Lyon, puis à Paris. Jean-Jacques Hogger, qui s'est prudemment tenu à l'écart des spéculations malheureuses de John Law et de la Compagnie du Mississippi qui ruinèrent nombre de financiers français et genevois, s'offre, en 1713, une belle maison à Genève et, en 1715, la seigneurie de Coppet. Il avait reçu, deux ans plus tôt du roi de Suède, le titre de baron pour services rendus.
Baron de Coppet, dès 1767, Gaspard de Smeth (vers 1711-1771), originaire de Francfort et négociant à Livourne, n'est pas étranger par son épouse au monde de la finance genevoise mais sa biographie est mal connue. Son fils et seul héritier étant mort peu après son géniteur, la seigneurie passe en 1772 à son neveu, Juste-Raymond von der Lahr, qui s'en dessaisit dès 1780.

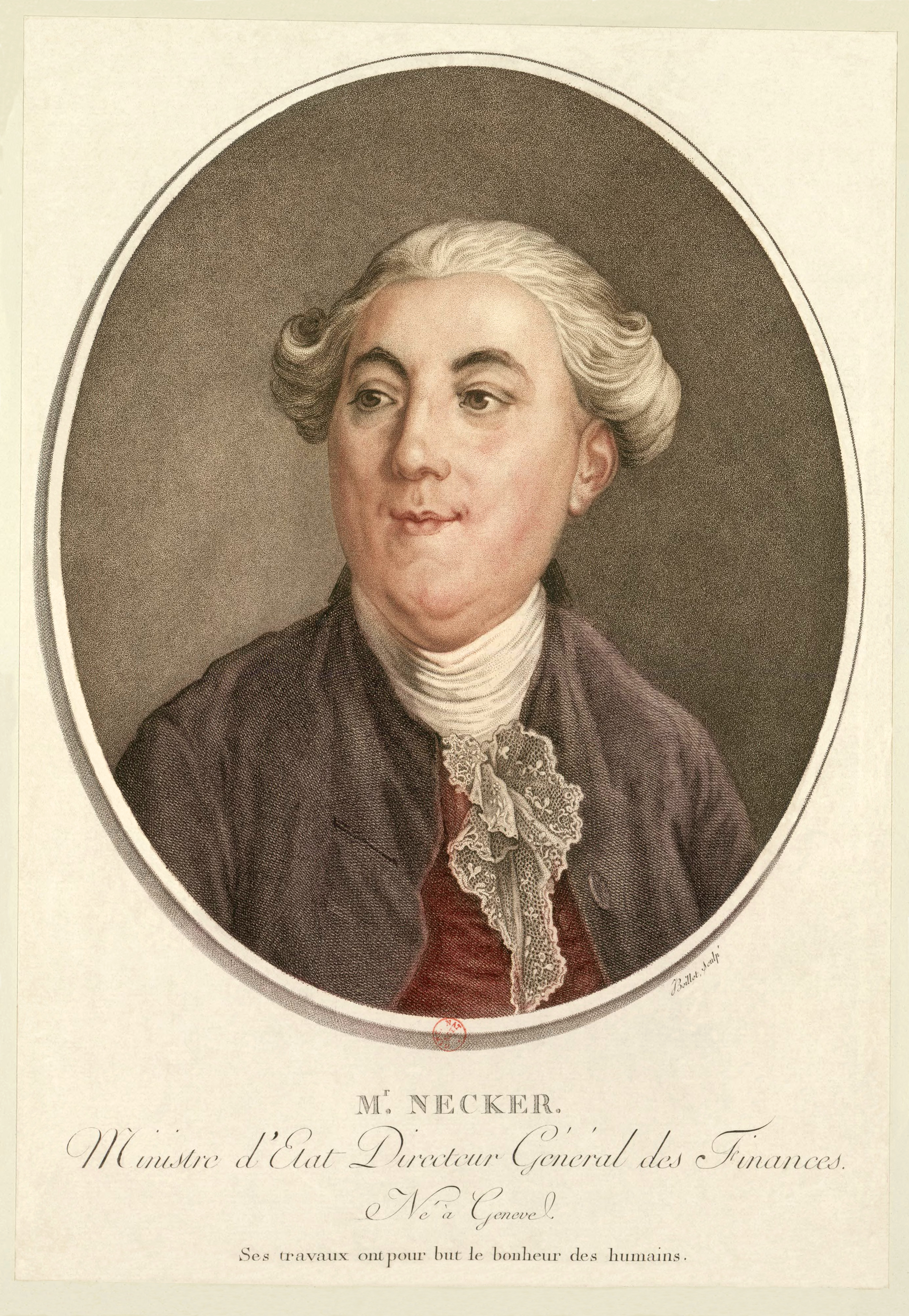
Jacques Necker.

Coppet est alors acquis, le 1er mai 1780, par la veuve de Georges-Tobie de Thellusson au nom de son fils mineur, Pierre-Germain (1767-1831). Puis ce dernier cède le domaine, dès 1784, à l'associé de feu son père, le banquier Jacques Necker (1732-1804).
Jacques Necker, célèbre ministre des finances de Louis XVI, y mènera une vie brillante. Son épouse étant morte le 6 mai 1794, il y restera seul avec sa fille Germaine et ses petits-enfants. À sa mort, en 1804, bien que la Révolution vaudoise ait supprimé les droits féodaux attachés à la baronnie, sa fille et seule héritière se retrouve à la tête d'une fortune considérable.

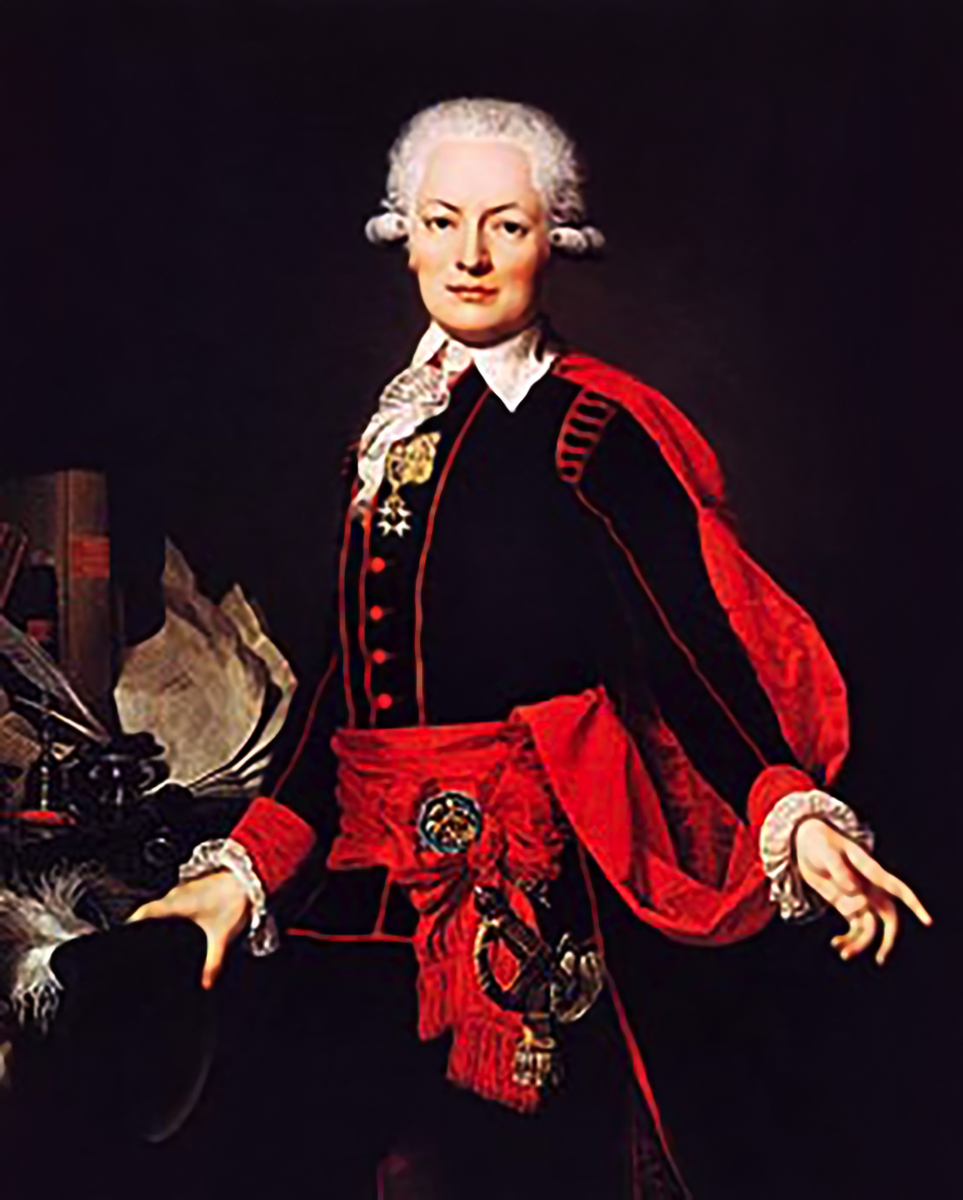
Erik Magnus de Staël-Holstein, par Wertmuller, 1783.

Germaine Necker avait épousé, en 1786, le baron Erik Magnus de Staël-Holstein, ambassadeur du roi de Suède en France, son aîné de dix-sept ans, puis se remariera, à 45 ans, à Albert de Rocca, officier de vingt ans son cadet, dont elle aura un fils, Alphonse de Rocca. Germaine, plus connue sous le nom de Mme de Staël, a donné toute sa célébrité au château y réunissant le Groupe de Coppet ainsi que l'élite intellectuelle de son temps.

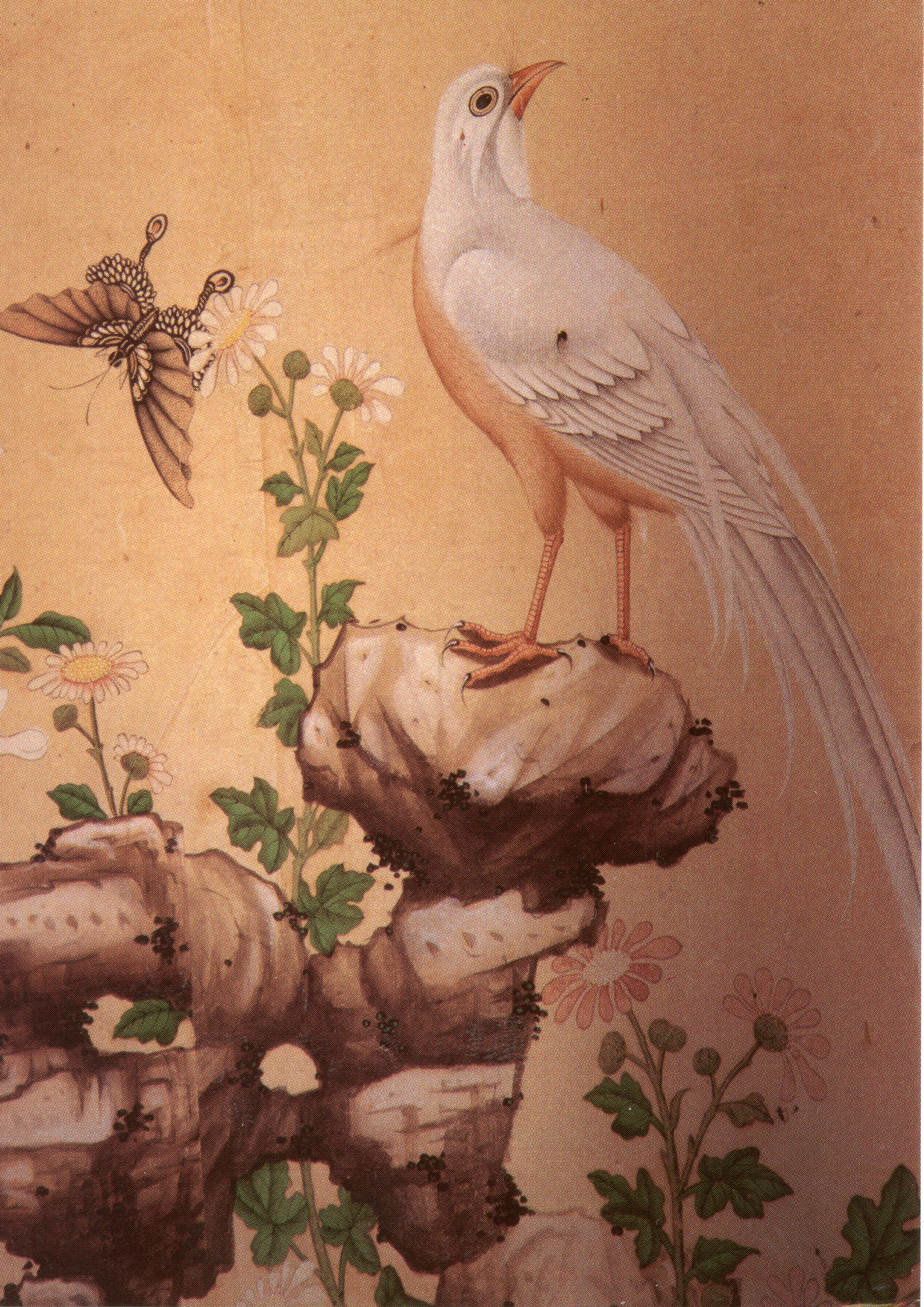
Château de Coppet. Papier peint décorant la chambre de Mme Juliette Récamier.

À la mort de Germaine de Staël, le 14 juillet 1817, Coppet passe à son fils Louis-Auguste (cf. son portrait par François Gérard). Au décès de celui-ci, le 17 novembre 1827, Coppet passe à son fils (mort en bas âge), puis à sa veuve, apparentée au théologien genevois Jacob Vernet connu pour ses démêlés avec Rousseau et Voltaire, et enfin, en 1876, à sa nièce Louise-Albertine de Broglie (1818-1882), comtesse Joseph Othenin d'Haussonville, fille de sa sœur Albertine (1797-1838) qui avait épousé, le 15 février 1816, à Livourne, le diplomate et futur homme d'État Victor de Broglie, 3e duc du nom (cf. son portrait par Ingres).

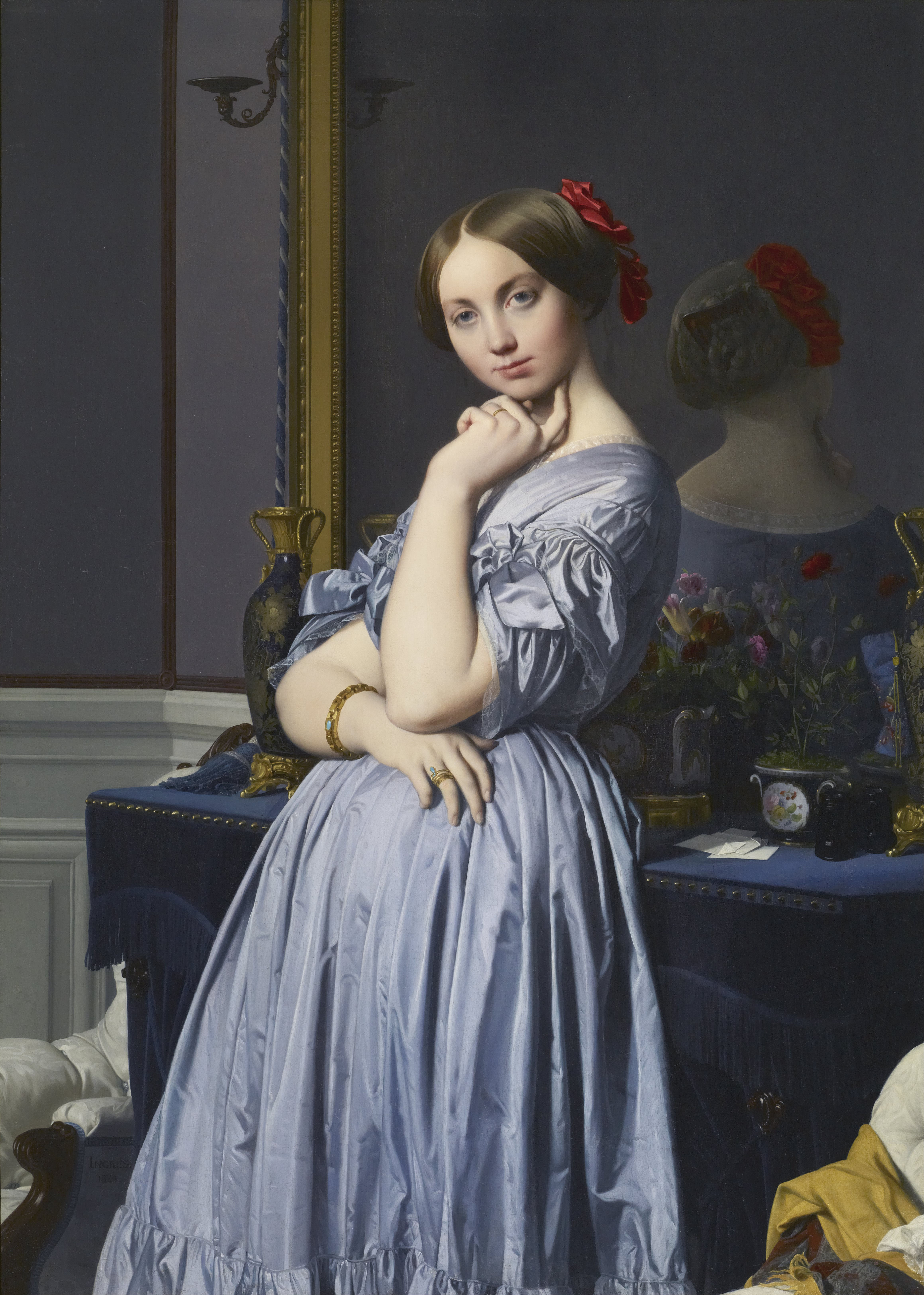
Portrait de la comtesse d'Haussonville, par Ingres, 1845.

Louise d'Haussonville transmettra Coppet à son fils Paul-Gabriel d'Haussonville et sa descendance l'a conservé.

### Les bâtiments
La forteresse primitive était originellement flanquée d'une tour circulaire et d'une autre rectangulaire. Seuls les vestiges de la grosse tour ronde sont conservés à demi-engagés dans l'aile sud de l'édifice classique actuel. Le château était entouré d'un vaste fossé, sec sur trois côtés et inondé à l'est, c'est dire du côté du lac, alimenté par les eaux du Greny. L'entrée d'origine se situait au sud. On y arrivait après avoir traversé une zone protégée par les murs de la ville et formant une sorte de barbacane.
Brûlé par les troupes bernoises lors de l'invasion de 1536, le château est en très mauvais état à l'aube du XVIIe siècle et Lesdiguières investit des sommes considérables en travaux de reconstruction, particulièrement entre 1601 et 1603. Il remplace alors le « grand corps de logis » (vraisemblablement celui du Moyen Âge) et construit un « petit logis », ainsi qu'une grande tour carrée et diverses dépendances. En 1621, toutefois, les travaux ne sont pas achevés, le grand escaliee à vis tombe en ruine et les toitures nécessitent d'importantes réparations.
Dès 1657, Frédéric de Dohna, se faisant aider par l'ingénieur Maximilien van Hangest-Genlis, dit d'Yvoy (1621-1686), y fait procéder à de très importants travaux. Pour donner un caractère résidentiel à ce qui, auparavant, n'était guère qu'une forteresse, il ouvre le château, lui donnant une grande cour régulière et facile d'accès, et élève contre le flanc sud du bâtiment médiéval une nouvelle aile terminée par deux pavillons. Cette composition est pour la Suisse une réalisation très moderne, l'un des tout premiers exemples de façade classique à la française. Elle se réfère aux châteaux de la première moitié du XVIIe siècle, époque faste pour les architectes protestants français tels que les du Cerceau, Marot, ou Jacques Perret, dont Dohna possédait les ouvrages dans sa bibliothèque.
Alexander zu Dohna-Schlobitten, après avoir remis à flot la comptabilité et l'administration de la baronnie de Coppet, peut enfin s'occuper des bâtiments très délabrés depuis la mort de ses parents à tel point que l'aile ouest s'est effondrée vers 1693. Vers 1702, le projet de reconstruire les parties anciennes du château de manière à obtenir un plan en U classique se concrétise. Ces plans, heureusement conservés dans les archives de Dohna, sont dans la droite ligne des réalisations genevoises contemporaines et peuvent être attribués à l'architecte huguenot Jean Vennes ou à l'entrepreneur architecte Moïse Ducommun avec lequel il collabora sur de nombreux chantiers. Pour faire pendant à la grosse tour ronde contre laquelle son père avait construit l'aile sud, Alexandre a l'idée de faire établir symétriquement une demi-tour contre le pavillon nord-ouest qu'il a fait bâtir, se contentant par ailleurs de réparer simplement l'aile nord qui sera retouchée par la suite.
Grâce à sa fortune et à son établissement sur place, Jean-Jacques Hogguer parvient à achever le remaniement complet du château, y travaillant de façon continue durant plus de dix ans et lui donnant enfin les quatre pavillons assurément prévus dès XVIIe siècle. Il reconstruit ainsi l'aile nord selon un nouvel alignement et rebâtit entièrement le grand corps de logis oriental donnant du côté du lac. Jacques Favre, maçon-architecte de Genève, dirige les travaux au moins jusqu'en 1728. On peut donc attribuer aux travaux de Hogguer l'apparence actuelle du château, même si celui-ci a encore subi quelques transformations par la suite.
L'intervention manifeste de Gaspard de Smeth à Coppet se lit au fronton de la façade sur cour d'où il a fait remplacer les armes de Hogguer par les siennes et celles de son épouse. Il a modernisé durant les années 1770 l'intérieur du château, le dotant de nouvelles cheminées de salon et y généralisant l'usage des papiers peints, notamment des papiers de Chine, dit « des Indes » .
En dépit de projets grandioses de reconstruction de l'aile sud impliquant de grands noms de l'architecture tels que Pierre-David Matthey de Genève et du Parisien Claude Jean-Baptiste Jallier de Savault (projets non réalisés), les Thellusson n'ont guère laissé de trace d'intervention directe au château. En revanche, ils ont laissé à leurs successeurs tout leur mobilier, y compris sans doute leurs tableaux.

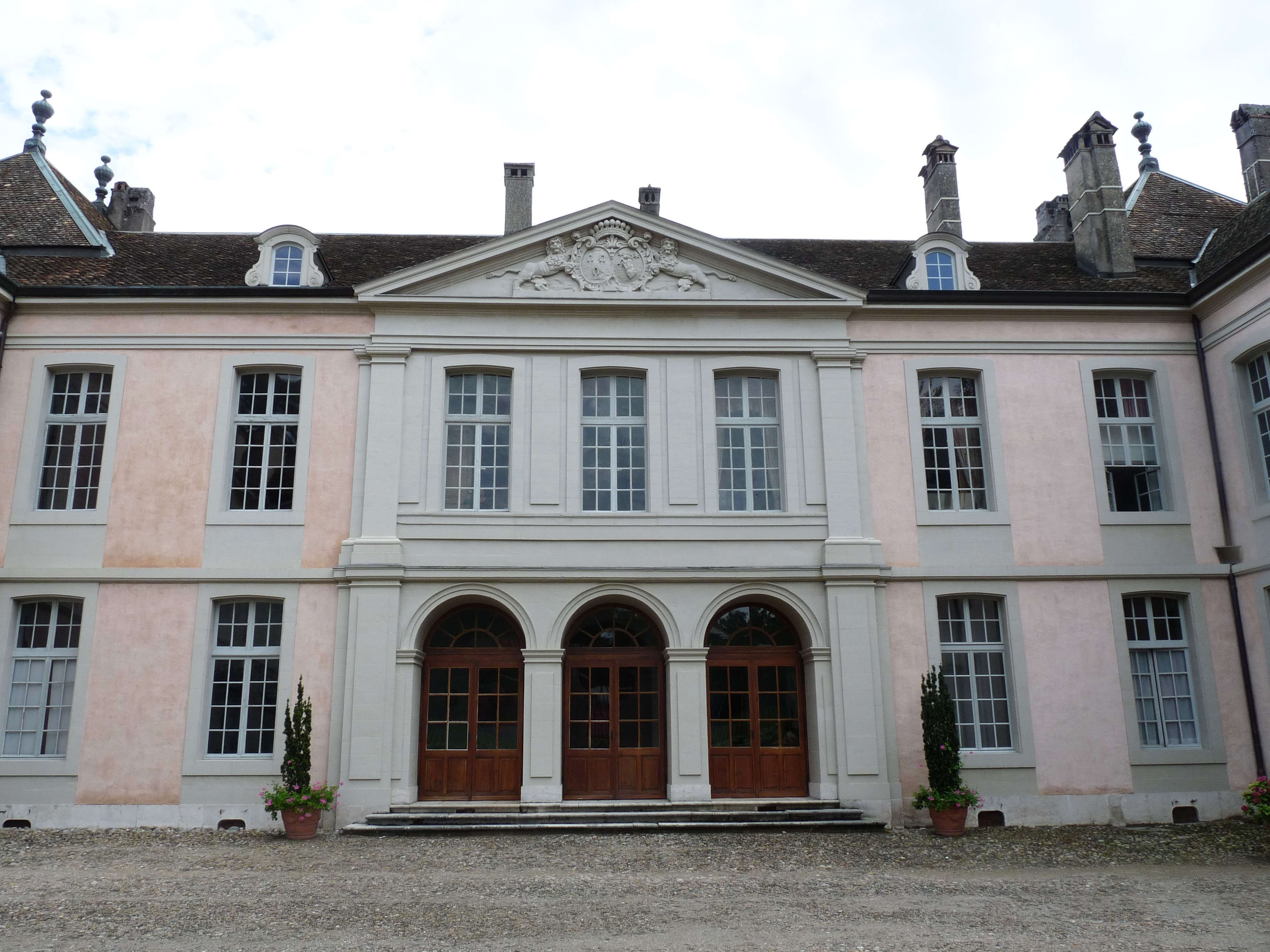
Château de Coppet, façade sur cour transformée par Necker. Au fronton, les armes de Smeth et Kunkler.

Les Necker commencent, en 1784, par restaurer complètement le château, remodelant notamment l'avant-corps sur la cour intérieure. Puis ils entreprennent, en 1790, la transformation de l'aile sud donnant à la façade d'entrée son aspect définitif.
Germaine de Staël n'apporte guère de modifications aux bâtiments. Elle cède le château en 1809 à son fils Louis-Auguste de Staël (1790-1827) qui demande, en 1816, au menuisier Samuel Chouet d'y établir une remarquable bibliothèque Empire, fait élever selon un style très moderne pour l'époque une nouvelle loge de portier en 1820-1822, et crée une ferme expérimentale d'inspiration anglaise bientôt connue internationalement dans les milieux agronomiques.
Le bâtiment est inscrit en tant que bien culturel suisse d'importance nationale. Propriété privée ouverte au public, le château est géré depuis 2008 par la Fondation Othenin d'Haussonville pour le rayonnement de l'esprit de Coppet.
Les appartements de Mme de Staël sont ouverts au public d'avril à octobre, tous les jours sauf le lundi, de 14 h à 18 h.
Des salles sont à disposition pour y tenir banquets, séminaires et réceptions.

## Dépendances hors de l'enceinte du château
- Le monument funéraire abritant le tombeau de Jacques Necker et de son épouse Suzanne, née Curchod, bâti en 1793-1794 selon les plans de l'architecte Jean-Pierre Noblet et du marbrier Jean-François Doret[22].
- Le Pavillon, « loge de la Pouterlaz » ou « loge du portier », établi en 1820-1822 selon les plans de l'architecte Vaucher de Genève (Samuel Vaucher ou Jean-Jacques-Frédéric Vaucher-Ferrier).
- La Grange des dîmes. Premier bâtiment rural élevé en 1615, reconstruit et agrandi à la fin du XVIIIe siècle, transformé en 1825-1826 en ferme modèle[23].

### Sources
- Fonds=Bory (famille) (1404-1960) [3,50 ml]. Section: Archives privées. Cote CH-000053-1 PP 983. Archives cantonales vaudoises (présentation en ligne= https://davel.vd.ch/detail.aspx?ID=588746].